# Ruscus
Ruscus é um género botânico pertencente à família Ruscaceae.

## Classificação do gênero
| Sistema | Classificação                    | Referência |
| ------- | -------------------------------- | ---------- |
| Linné   | Classe Dioecia, ordem Syngenesia | [ 1 ]      |